# Raúl Roa García

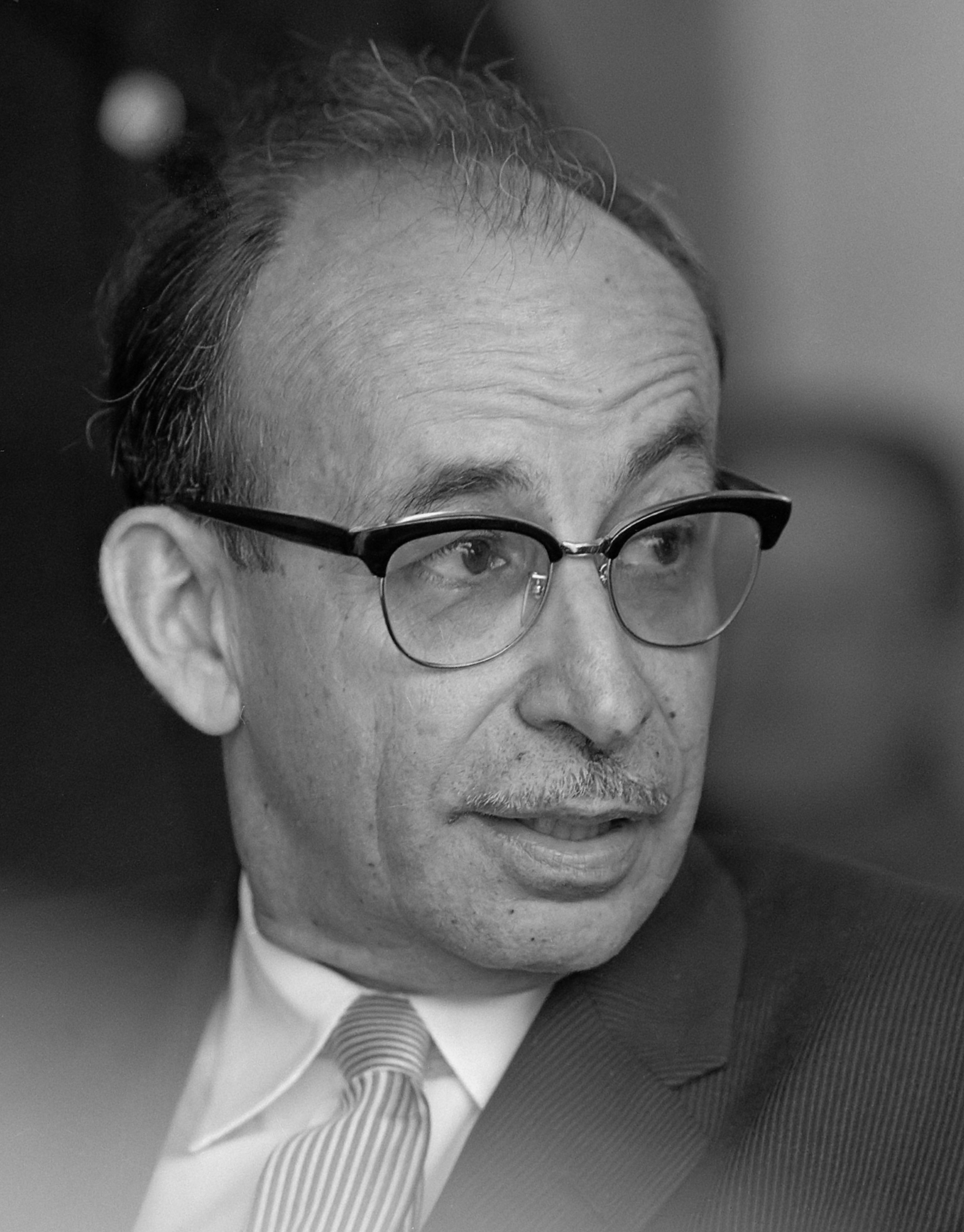
Raúl Roa García

Raúl Roa García (* 18. April 1907 in Havanna; † 6. Juli 1982 ebenda) war ein kubanischer Politiker und langjähriger Außenminister.

## Biografie
Roa begann sich bereits früh politisch zu engagieren und wurde 1930 zum Mitglied der Studentenvertretung gewählt. 1931 wurde er wegen gegen die Regierung von Präsident Gerardo Machado gerichtete Aktivitäten verhaftet und schloss sich als dessen Gegner 1933 der von Fulgencio Batista angeführten Revolte an, die schließlich im August 1933 zum Sturz der Regierung Machados führte. Später wurde er jedoch Gegner Batistas während dessen erster Präsidentschaft zwischen 1940 und 1944 und musste nach der Teilnahme an einem fehlgeschlagenen Generalstreik gegen Batistas Regierung in die USA fliehen.
Während seines dortigen Exils war er an der Organisation der Kubanischen Revolutionären Gesellschaft beteiligt. Nach dem Ende von Batistas erster Amtszeit kehrte er 1944 nach Kuba zurück und war dort zwischen 1948 und 1952 Direktor für Kultur in der Regierung von Präsident Carlos Prío. Mit Beginn der erneuten Präsidentschaft Batistas ging er 1952 wiederum für die nächsten sieben Jahre ins Exil.
Nach dem durch Batistas Flucht besiegelten Sieg der Kubanischen Revolution am 1. Januar 1959 wurde Roa von Ministerpräsident Fidel Castro zum Außenminister in den Ministerrat Kubas berufen und behielt dieses Amt mehr als 17 Jahre bis 1976. Nachfolger als Außenminister wurde Isidoro Malmierca Peoli, Mitglied des Zentralkomitees der Kommunistischen Partei Kubas (PCC) sowie Chefredakteur der Parteizeitung "Granma".
Als Außenminister war Roa Förderer der kubanisch-sowjetischen Allianz. Trotz seiner Geringschätzung für die US-Außenpolitik spielte er jedoch eine führende Rolle bei den Verhandlungen von zwei wichtigen Abkommen zwischen Kuba und den USA. Zunächst kam es durch das Abkommen von 1965 zu einer Sanktionierung der bisherigen Ausreise von kubanischen Auswanderern in die USA. 1973 vereinbarten die beiden Staaten ein weiteres Abkommen, das beiden verbot, Luft- und Seepiraten wegen Diebstahls, illegaler Einreise oder anderen Straftaten in den Ländern anzuklagen, in denen diese landeten.
Zuletzt war er zwischen 1976 und 1981 noch Vizepräsident der Nationalversammlung (Asamblea Nacional del Poder Popular) und Mitglied des Staatsrates.
Ihm zu Ehren wurde die Ausbildungsstätte des kubanischen Außenministeriums, das Institut für Internationale Beziehungen, in Instituto Superior de Relaciones Internacionales „Raúl Roa García“ benannt.